# Michel Rolland

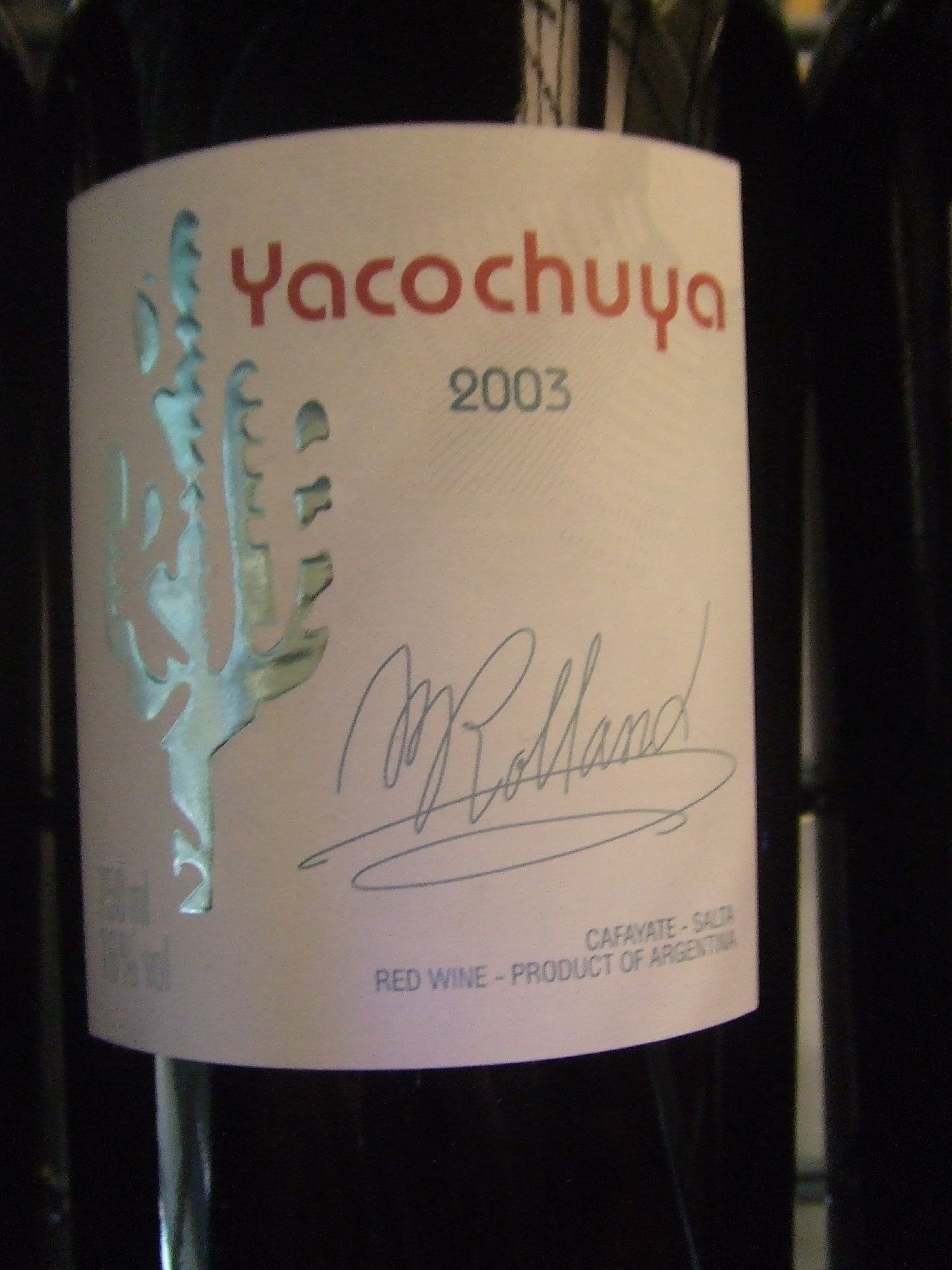
Yacocuya Wein in Cafayate (Argentinien) von Michel Rolland

Michel Rolland (* 24. Dezember 1947 in Libourne) ist ein französischer Önologe.
Er berät weit über 100 bedeutende Weingüter in 13 Ländern, die meisten davon in Bordeaux. Der von ihm vertretene Stil – konzentrierte Rotweine aus hochreifem Lesegut, reichlicher Einsatz neuen Holzes – übt weltweit großen Einfluss aus.

## Biographie
Michel Rolland stammt aus einer in Pomerol ansässigen Winzerfamilie. Das heute von ihm geführte Weingut Château Le Bon Pasteur gehörte bereits seinem Großvater. Nach einer Ausbildung an der Weinbauschule von Château La Tour Blanche studierte er bis 1972 Önologie an der Université Bordeaux II. Damals lehrten dort Pierre Sudraut, Pascal und Jean Ribéreau-Gayon sowie Émile Peynaud. Rolland wurde von ihnen stark beeinflusst, er sieht sie als die „Väter der modernen Önologie“ an. 1973 stieg Michel Rolland zusammen mit seiner Frau Dany, ebenfalls Önologin, in ein Analyselabor in Libourne ein. 1976 erwarb er es vollständig. Seine ersten Meriten erwarb er sich als Önologe auf dem „Rechten Ufer“ des Bordelais, wo er seinen Ruf als herausragender Weinmacher begründete. Rollands weltweiter Aufstieg vollzog sich parallel zum Erfolg der Bücher des amerikanischen Weinkritikers Robert Parker, mit dem er seit Beginn der 1980er Jahre befreundet ist. Der Erfolg des von Michel Rolland propagierten Weinstils machte ihn im Laufe der Jahre ebenso zum gefragten Berater führender Châteaux wie zum Geburtshelfer gefeierter Garagenweine. Heute gilt er als Prototyp des Flying Winemakers, des in der Welt umherfliegenden Weinbauberaters.
Zu seinen ersten Kunden zählten die Châteaux L'Angélus, Beauséjour-Bécot und Troplong Mondot, denen später nicht zuletzt aufgrund seiner Arbeit der Aufstieg bzw. Wiederaufstieg in die Spitzenklasse der Premiers Grand Crus Classés von Saint-Émilion gelang. Schwieriger gestaltete sich die Zusammenarbeit mit den Châteaux Canon und La Gaffelière, die ihm zwischenzeitlich aufgrund von Meinungsverschiedenheiten über die Weinstile kündigten. Heute zählen sie aber wieder zu seinen Kunden.

## Tätigkeit
Fixpunkt seiner Tätigkeit ist das Analyselabor, wo inzwischen 14 Angestellte arbeiten. Einen gewissen Labor-Charakter besitzen auch seine eigenen Weingüter im Libournais, die beiden auf der Grenze beider Gemeinden liegenden Châteaux Le Bon Pasteur (Pomerol, 7 ha) und Rolland-Maillet (Saint-Émilion, 3,4 ha), das Château Bertineau Saint-Vincent in Lalande-de-Pomerol (5,6 ha), das 1986 erworbene Château Fontenil im Fronsac (8,6 ha) sowie La Grande Clotte in Lussac-Saint-Émilion. Daneben steht er in Joint-Venture-Partnerschaften mit Bonne Nouvelle in Südafrika, Val de Flores, Yacochuya und Clos de la Siete in Argentinien sowie Campo Eliseo in Spanien.
Die Liste der aktuell oder zeitweise von Michel Rolland beratenen Güter liest sich wie ein Who’s Who des Bordelais:
| in Pomerol - Château Bonalgue - Château Clinet - Château Clos L’Église - Château L’Evangile - Château Le Gay - Château Hosanna (Certan-Giraud) - Château Nenin - Château Le Pin | in Saint-Émilion - Château Angélus - Château Ausone - Château Beau-Séjour Bécot - Château Beauséjour Duffau-Lagarrosse - Château Destieux - Château La Dominique - Château La Gaffelière - Château Larmande - Château Laroque - Château la Tulipe de la Garde - Château Figeac (seit 2013) - Château Pavie - Château Troplong Mondot - Château de Valandraud | im Médoc und in Pessac-Léognan - Château Belgrave - Château Camensac (bis 2007) - Château Citran - Château Kirwan - Château Lascombes - Château Latour-Martillac - Château Léoville-Poyferré - Château Malescot Saint-Exupéry - Château Pape-Clément - Château Prieuré-Lichine - Château Pontet-Canet - Château Smith Haut Lafitte - Château La Tour-Carnet |

Außerhalb Frankreichs betreut Michel Rolland als Flying Winemaker in der Zwischenzeit rund 100 Weingüter in 12 weiteren Ländern, u. a. Chile (Casa Lapostolle), Spanien (Don Sebastian), Italien (Ornellaia, Monteverro, Biserno).

## Der Weinstil von Michel Rolland
Dem Rollandschen Stil der Vinifikation kommen zweifellos die vom Merlot geprägten Weine vom rechten Ufer der Dordogne (Saint-Émilion, Pomerol) entgegen. Sein Ziel ist die Produktion vollmundiger, geschmeidiger und harmonischer Weine. Diese Ziele schließen Langlebigkeit und Verbesserungspotenzial im Keller keineswegs aus, wie seine eigenen Weine beweisen. Selbst ein Bon Pasteur oder Rolland-Maillet aus einem kleinen Jahrgang wie 1993 benötigten über ein Jahrzehnt zur vollen Entfaltung. Er ist – anders als im Film Mondovino – Die Welt des Weins von Jonathan Nossiter dargestellt – kein unbedingter Verfechter der Mikrooxigenation.
In einer vergleichenden Degustation der Revue de Vin de France stellten sich folgende Gemeinsamkeiten der von Michel Rolland vinifizierten Gewächse des Jahrgangs 2002 heraus:
- tiefe Farbe
- sehr reife, teils sogar überreife Frucht
- starke Extraktion
- markanter Holzton mit Röst- und Vanillenoten
- eher niedrige Säurewerte
- eine durch Alkoholgehalt und Holz hervorgerufene Süßeempfindung

Dennoch zeigten die verkosteten Weine eine breite Diversität. Von der ihm häufig vorgeworfenen Uniformierung kann keine Rede sein. Seine Philosophie besteht in der Tat darin, das Terroir zu respektieren und dessen Potenzial zu heben, indem die Erträge niedrig gehalten und die Trauben mit möglichst hoher Reife gelesen werden. Die Weine seiner eigenen Güter verkörperten den Stil von Michel Rolland in Reinkultur. Einige von ihm beratene Châteaux schienen hingegen etwas zu übertreiben und die Richtung bis ins Karikaturale zu übersteigern.

## Das Duo Rolland-Parker
Mit seinem Stil trifft Rolland die Vorlieben des weltweit einflussreichsten Weinkritikers Robert Parker. Dessen Favoriten in Bordeaux sind ohnehin die vom Merlot dominierten Weine von Pomerol. Daher ist es für ein Château ein sicheres Erfolgsrezept, Rolland als Berater zu engagieren und dies öffentlich kundzutun. Hohe Parker-Punktzahlen und explodierende Verkaufspreise sind in der Regel der Lohn. Ein gutes Beispiel ist das ohnehin renommierte Château Pavie in Saint-Émilion, dessen Preise sich vervielfachten, nachdem der neue Besitzer Rolland verpflichtete und der Jahrgang 1998 enthusiastische Bewertungen erhielt. Im Film Mondovino – Die Welt des Weins von Jonathan Nossiter erschien Rolland als Protagonist einer weltweiten Wein-Uniformierung.

## Film
- Mondovino – Die Welt des Weins (Mondovino) Dokumentarfilm, 138 min., Buch und Regie: Jonathan Nossiter, Frankreich 2004
- „Die Tricks der Weinmacher - Kulturgut oder Industrieprodukt?“ Reportage, 30 Min., Buch und Regie: Thomas Leif, Reihe: ARD-exclusiv, Produktion: SWR, Erstsendung: 8. November 2006[1][2]